# Darwinia citriodora
Darwinia citriodora là một loài thực vật có hoa trong Họ Đào kim nương. Loài này được (Endl.) Benth. mô tả khoa học đầu tiên năm 1867.

## Hình ảnh

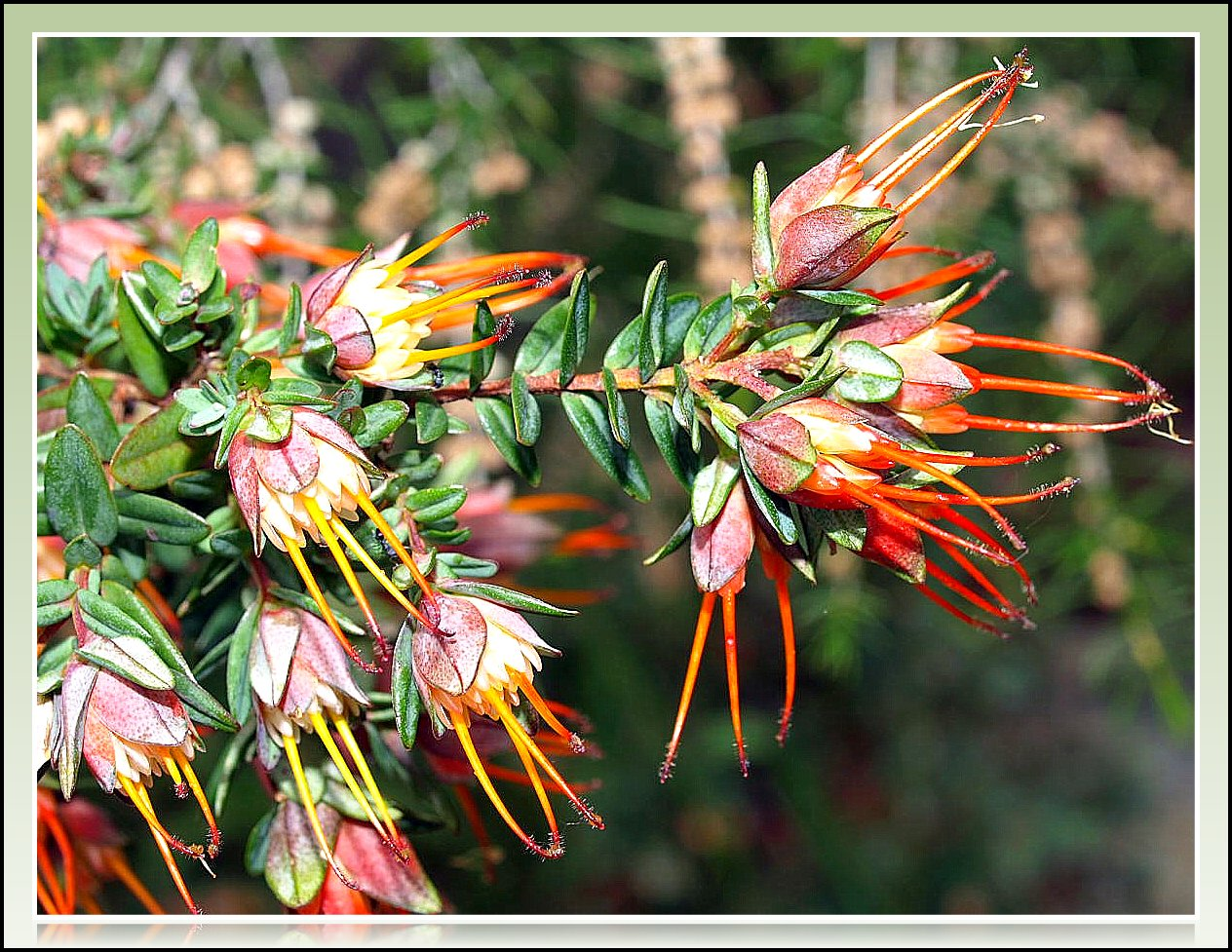
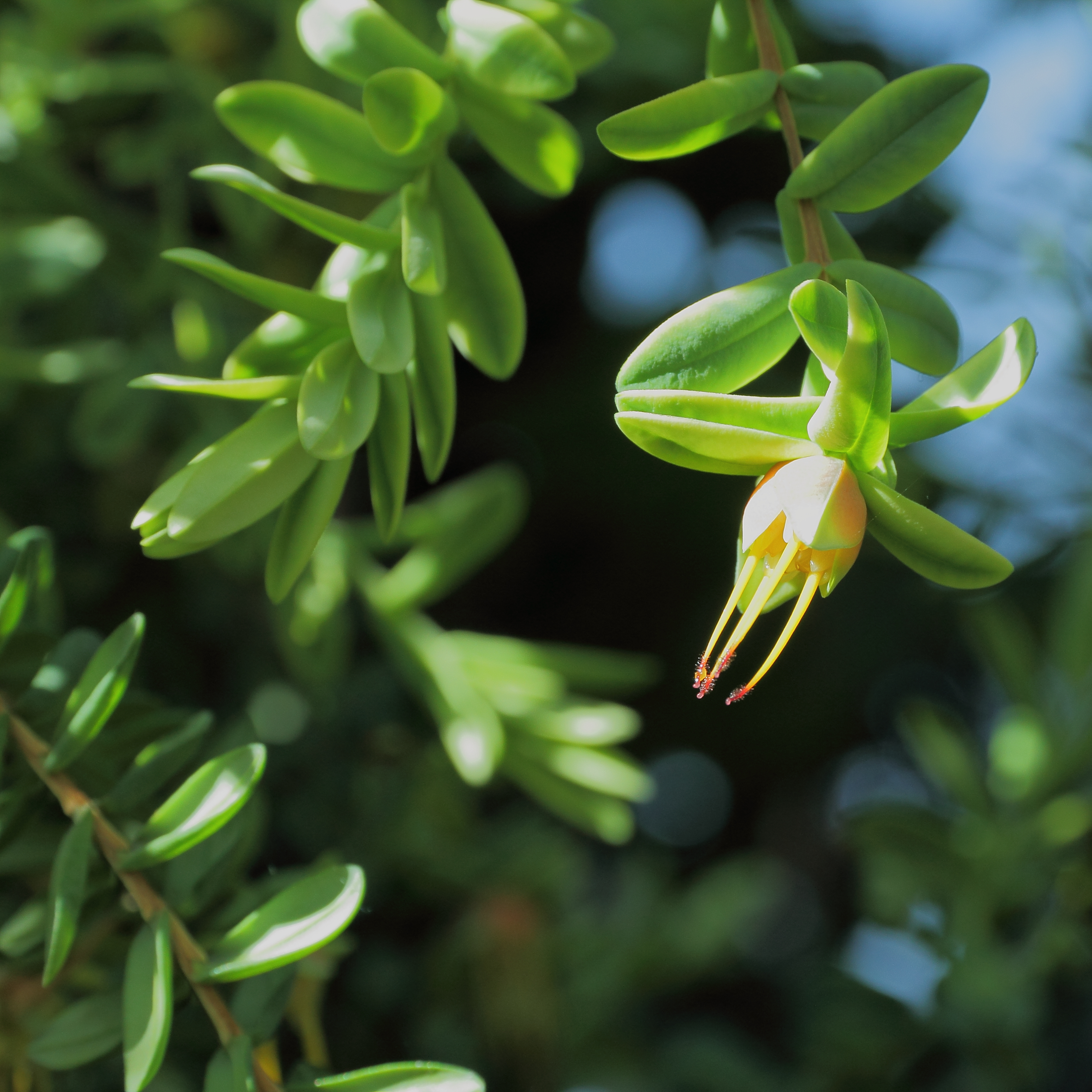